# Downton Abbey 2 : Une nouvelle ère
Série Downton Abbey
Downton Abbey
(2019) Downton Abbey: The Grand Finale
(2025)
Pour plus de détails, voir Fiche technique et Distribution.
Downton Abbey 2 : Une nouvelle ère ou Downton Abbey : Une nouvelle ère au Québec (Downton Abbey: A New Era) est un film historique britanniquo-américain réalisé par Simon Curtis et sorti en 2022 en France.
Il s'agit de la suite de la série télévisée Downton Abbey, diffusée entre 2010 et 2015 sur la chaîne ITV et dans l'Europe entière, et du film du même nom sorti en 2019 qui avait pour but de poursuivre là où la série s'était terminée. Les films, tout comme la série, sont écrits par le scénariste et homme politique anglais oscarisé Julian Fellowes,. Un troisième film, Downton Abbey : The Grand Finale, encore réalisé par Simon Curtis, sort en 2025.

## Synopsis
En 1928 alors que la famille Crawley célèbre le mariage de Tom Branson et sa fiancée Lucy, Lady Violet apprend qu'elle vient d’hériter d'une somptueuse villa située dans le Var, dans le Sud de la France. Elle y a séjourné quelques jours en 1864, et son propriétaire, le marquis de Montmirail, qui vient de mourir, a mis la villa à son nom. Lady Violet dit ne pas savoir pourquoi le marquis lui a donné cette maison. Elle compte la léguer à son arrière-petite-fille Sibyl, la fille de Tom Branson et de Sibyl Crawley.
Un réalisateur américain souhaite tourner un film dans le château. Robert commence par refuser. Il se résigne lorsque sa fille Mary lui dit que la location du château permettrait de réparer le toit, qui en a le plus grand besoin. La majorité des domestiques se réjouit de pouvoir côtoyer des stars d'Hollywood.
Le fils du marquis de Montmirail invite les Crawley dans la villa. Tom, Lucy, Robert, son épouse Cora, Lady Bagshaw, Edith et son époux Bertie Pelham vont faire le voyage. Mary reste à Downton Abbey pour surveiller le tournage.
Le jeune marquis de Montmirail accueille volontiers les Crawley, et se déclare prêt à suivre les volontés de son père. Sa mère souhaite contester le testament devant les tribunaux. Le jeune marquis fait remarquer à Robert qu'il est né exactement neuf mois après le séjour de Violet dans la villa. Robert est convaincu qu'ils sont demi-frères. Cora se sent fatiguée et craint d'avoir un cancer.
À Downton Abbey, le tournage est subitement menacé : l'irruption du cinéma parlant rend en effet le projet de film muet obsolète. Et l'actrice principale a un accent populaire qui détonne dans le rôle d'aristocrate qu'elle doit interpréter. Lady Mary se laisse convaincre d'assurer son doublage. Un ancien valet de Downton, Molesley, s'improvise scénariste, avec succès.
Malgré les réticences de sa mère, le jeune marquis de Montmirail transfère la villa de la Côte d'Azur aux Crawley. Ils rentrent en Angleterre. Les figurants du film, qui ne sont plus payés, refusent de poursuivre le tournage, et les domestiques de Downton Abbey les remplacent au pied levé avec enthousiasme. Guy Dexter, l'acteur principal du film, propose à Thomas Barrow de venir avec lui en Californie, pour gérer sa maison et lui tenir compagnie, voire plus ; Barrow accepte. Le scénario rédigé par Molesley étant très bon, le réalisateur du film lui propose de continuer à écrire des scénarios. Molesley demande également Phyllis Baxter en mariage, elle accepte.
Cora n'a finalement pas de cancer, c'est une anémie pernicieuse, guérissable. Robert a la confirmation que Lady Violet est restée fidèle à son époux, et qu'il est bien l'héritier légitime de son titre. Lady Violet meurt. La famille, les domestiques et tout le village se retrouvent à ses obsèques.

## Fiche technique
Sauf indication contraire, les informations mentionnées dans cette section peuvent être confirmées par les bases de données cinématographiques IMDb et Allociné,  présentes dans la section « Liens externes ».
- Titre original : Downton Abbey: A New Era
- Titre français : Downton Abbey 2 : Une nouvelle ère
- Titre québécois : Downton Abbey : Une nouvelle ère
- Réalisation : Simon Curtis
- Scénario : Julian Fellowes, basé sur la série éponyme télévisée créée par Julian Fellowes
- Musique : John Lunn
  - Orchestration : Alastair King
  - Montage musical : Mark Willsher
- Direction artistique : Ellena Bleathman
- Décors : Donal Woods
- Costumes : Maja Meschede et Anna Robbins
- Maquillage : Elaine Browne, Katherine Warren
- Coiffure : Elaine Browne, Katherine Warren
- Photographie : Andrew Dunn
- Son : Glen Gathard, Nigel Heath, David Lascelles, Brad Rees
- Montage : Adam Recht
- Production : Julian Fellowes, Gareth Neame et Liz Trubridge
  - Production exécutive (France) : John Bernard
  - Production déléguée : Nigel Marchant
  - Coproduction : Mark Hubbard
- Sociétés de production :
  - Royaume-Uni : Carnival Films
  - États-Unis : Universal Pictures et Focus Features[4]
- Sociétés de distribution : Focus Features (États-Unis) ; Universal Pictures International (UPI) (Royaume-Uni, France, Suisse romande) ; Sony Pictures Entertainment (Belgique)[5]
- Budget : 40 millions de $[6]
- Pays de production :  Royaume-Uni,  États-Unis
- Langue originale : anglais, français
- Format : couleur - 35 mm / Digital - 2,39:1 (Cinémascope)
- Genre : drame, historique, romance
- Durée : 124 minutes
- Dates de sortie[7] :
  - France, Suisse romande : 27 avril 2022[8],[9]
  - Royaume-Uni : 29 avril 2022
  - Belgique : 4 mai 2022[10]
  - États-Unis, Québec : 20 mai 2022[11]
- Classification :
  - Royaume-Uni : pour un public de 8 ans et plus - accord parental souhaitable (PG - Parental Guidance)[12]
  - États-Unis : des scènes peuvent heurter les enfants - accord parental souhaitable (PG - Parental Guidance Suggested)[N 1]
  - France : tous publics[13]
  - Belgique : tous publics (Alle Leeftijden)[10]
  - Suisse romande : tous publics[14]
  - Québec : tous publics (G - General Rating)[11]

## Distribution

### Famille Crawley
- Hugh Bonneville (VF : Patrick Bonnel ; VQ : Alain Zouvi) : Robert Crawley, comte de Grantham
- Maggie Smith (VF : Mireille Delcroix ; VQ : Élisabeth Chouvalidzé) : Violet Crawley, comtesse douairière de Grantham
- Elizabeth McGovern (VF : Odile Cohen ; VQ : Isabelle Leyrolles) : Cora Crawley, comtesse de Grantham
- Michelle Dockery (VF : Ingrid Donnadieu ; VQ : Mélanie Laberge) : Lady Mary Josephine Talbot (née Crawley, veuve Crawley), fille aînée de Lord et Lady Grantham
- Laura Carmichael (VF : Anneliese Fromont ; VQ : Stéfanie Dolan) : Lady Edith Pelham (née Crawley), marquise d'Hexham, fille cadette de Lord et Lady Grantham
- Allen Leech (VF : Yannick Blivet ; VQ : David Laurin) : Tom Branson, veuf de Lady Sibyl plus jeune fille du comte de Grantham, cogestionnaire et associé d'Henry
- Imelda Staunton (VF : Catherine Davenier ; VQ : Lisette Dufour) : Lady Maud Bagshaw (née Crawley), baronne de Bagshaw, et cousine de Robert et Cora Crawley
- Tuppence Middleton (VF : Lisa Martino) : Lucy Smith, ancienne femme de chambre de Maud Bagshaw, fille illégitime de cette dernière et fiancée de Tom.
- Harry Hadden-Paton (VF : Gilles Bellomi) : Lord Herbert (Bertie) Pelham, marquis d'Hexham
- Penelope Wilton (VF : Sylvie Genty ; VQ : Johanne Léveillé) : Lady Isabelle Grey (née Turnbull, veuve Crawley), ex-belle-mère de Lady Mary et baronne de Merton
- Douglas Reith (VF : Bernard Lanneau ; VQ : François Sasseville) : Lord Richard Grey, baron de Merton
- Samantha Bond (VF : Clara Borras) : Lady Rosaline Painswick (Rosamund Painswick) fille de la comtesse douairière de Grantham et sœur de Lord Grantham
- Oliver et Zac Barker : George Crawley, héritier de Lord Grantham, premier né de Lady Mary qu'elle a eu avec son premier époux, Mathieu Crawley
- Fifi Hart : Sibyl Branson, fille de Tom Branson et de feu Lady Sibyl Crawley
- Eva Samms : Marigold Gregson, fille illégitime de Lady Edith Pelham et feu Michael Gregson, ex-compagnon de Lady Edith (cf saison 4 de la série)
- Megan Barker : Caroline Talbot, demi-sœur de George Crawley, second enfant de Lady Mary qu'elle a eu avec son second époux Henry Talbot

### Domestiques
- Jim Carter (VF : Vincent Grass ; VQ : Yves Corbeil) : Charles Carson, ex-majordome et époux de Elsie Carson
- Phyllis Logan (VF : Denise Metmer ; VQ : Johanne Garneau) : Elsie Carson (née Hughes), intendante, épouse de Charles Carson
- Brendan Coyle (VF : Pascal Casanova ; VQ : Tristan Harvey) : John Bates, valet de chambre de Lord Grantham, époux d'Anna Bates
- Rob-James Collier (VF : Stéphane Pouplard ; VQ : Frédérik Zacharek) : Thomas Barrow, majordome de Downton Abbey
- Joanne Froggatt (VF : Olivia Luccioni ; VQ : Rose-Maïté Erkoreka) : Anna Bates (née Smith), femme de chambre de Lady Mary, épouse de John Bates
- Lesley Nicol (VF : Marie-Christine Robert ; VQ : Chantal Baril) : Beryl Patmore, cuisinière
- Sophie McShera (VF : Audrey Sablé) : Daisy Parker (née Robinson), assistante cuisinière de Beryl Patmore et épouse d'Andy
- Kevin Doyle (VF : Jean-François Lescurat ; VQ : Yves Soutière) : Joseph Molesley, ancien valet de pied, professeur à l'école de Downton
- Raquel Cassidy (VF : Dominique Westberg) : Phyllis Baxter, femme de chambre de Lady Grantham
- Michael C. Fox (VF : Benjamin Jungers ; VQ : Marc-André Brunet) : Andrew (Andy) Parker, valet de pied, époux de Daisy Parker
- Sue Johnston (VF : Frédérique Cantrel) : Gladys Denker, femme de chambre de la comtesse douairière
- Charlie Watson (VF : Arthur Raynal) : Albert, valet de pied

### Autres
- Nathalie Baye (VF : elle-même) : Madame de Montmirail, dont feu l'époux était ami de Violet Crawley, comtesse douairière[15],[16]
- Jonathan Coy (VF : Jean-Bernard Guillard ; VQ : Sylvain Hétu) : George Murray, avocat de la famille Crawley[17]
- Hugh Dancy (VF : Loïc Corbery ; VQ : Martin Watier) : Jack Barber, un réalisateur célèbre venu des Etats-Unis
- Dominic West (VF : Laurent Maurel ; VQ : Gilbert Lachance) : Guy Dexter, un acteur célèbre venu d'Hollywood
- Laura Haddock (VF : Karine Foviau ; VQ : Émilie Josset) : Myrna Dagleish, actrice star du cinéma muet
- Jonathan Zaccaï (VF : lui-même) : Édouard, le marquis de Montmirail[16]
- Paul Copley (VF : Christian Peythieu ; VQ : Sébastien Dhavernas) : M. Mason
- Cherise Roberts (VF et VO : elle-même) :  la chanteuse de jazz
- David Robb (VF : Bernard Alane) : Dr Richard Clarkson, médecin de la famille Crawley
- Olivier Claverie (VF : lui-même) : Gannay, l'avocat des Montmirail

## Musique
La bande originale de Decca contient notamment les titres suivants :
- Am I Blue Harry Akst (en), Grant Clarke (en) ;
- A Man and His Dream, Al Bowlly, Warner Music ;
- Blues My Naughty Sweetie Gives To Me, Charles McCarron (en) ;
- Crazy Rhythm, Irving Caesar, Roger Kahn, Joseph Meyer ;
- Don't Let That Moon Get Away, Warner Music : en arrière-plan d’un film ;
- Ev'rything Has Changed But You (remastérisé 2003), [Teddy Joyce and his Orchestra, 1934], Warner Music : chanson à la radio pendant que les domestiques parlent de Mme Dalgleish.

## Production
Le tournage démarre à la mi-avril 2021 et se termine le 16 juillet 2021 au Château de Highclere et dans la Villa Rocabella située au Pradet dans le Var (83).

## Accueil

### Accueil critique
En France, le site Allociné donne une moyenne de 3,4/5 pour 15 critiques presses. Les sites Metacritic et Rotten Tomatoes donnent respectivement les notes de 63/100 et 86%,.

### Box-office
Le jour de sa sortie, le film se place en tête du box-office français en engrangeant 30 576 entrées, dont 7 404 en avant-première, pour 476 copies. Le film historique britannique, La Ruse, le suit au classement avec 18 468 entrées.
Au bout d'une première semaine d'exploitation en France, le film totalise 181 353 entrées se positionnant en 3e place du box-office derrière Qu'est-ce qu'on a tous fait au Bon Dieu ? (215 861) et devant Sonic 2, le film (170 402). La semaine suivante, le film perd deux places avec ses 107 791 entrées supplémentaires, derrière la nouveauté française Ténor (126 348) et devant une autre comédie française Les SEGPA (99 518). Après quinze semaines d'exploitation en France, le film totalise 438 105 entrées.

## Distinctions
Sauf indication contraire, les informations mentionnées dans cette section peuvent être confirmées par les bases de données cinématographiques IMDb et Allociné,  présentes dans la section « Liens externes ».

### Nominations
- Académie des films de science-fiction, fantastique et d'horreur - Saturn Awards 2022 : meilleur film international
- Golden Rooster Awards 2022 : meilleur film en langue étrangère
- CinEuphoria Awards 2023 :
  - Meilleure actrice dans un second rôle - Compétition internationale pour Maggie Smith
  - Meilleure conception de costumes - Compétition internationale pour Maja Meschede et Anna Robbins

## Éditions en vidéo
- En France, le film Downton Abbey est sorti en DVD et Blu-ray le 7 septembre 2022[26],[27],[8]. Le film est également sorti en VOD le 26 août 2022[8].
- Au Québec, le film est sorti en copie numérique le 24 juin 2022 puis en DVD, Blu-ray et 4K Ultra HD le 9 août 2022, mais aussi sur Crave le 10 février 2023[11].